# ガチガセ
『ガチガセ』は、日本テレビ系列で2012年4月20日から2013年2月8日まで金曜日19:00 - 19:56（『1900』金曜枠）に放送されたバラエティ番組。
2012年3月8日まで木曜日19:00 - 19:56（『1900』木曜枠）に放送されていた『ガチ?ガセ?バラエティー なるほどHS』を枠移動・改題する形で放送された。

## 概要
世の中の身近な物をテーマに、「ガチ」（ホンモノ）か「ガセ」（ニセモノ）かを見極めるゲームやクイズを行っていた。
視聴率は初回2時間SPこそ10.9％を獲得したものの、以降は1桁台が続き、2013年2月8日をもって番組は終了した。

## 出演者

### 司会
- 田村淳（ロンドンブーツ1号2号）
- 上地雄輔
- 桝太一（日本テレビアナウンサー） - 2012年6月1日の放送に上地のピンチヒッターで出演。同年7月13日の放送分から、「日本一VS日本二・頂上決戦」の進行役として出演した。

### レギュラー解答者
- AKB48 - 毎回4〜10名が出演。
- ミッツ・マングローブ
- 劇団ひとり
- 吉村崇（平成ノブシコブシ）

## 企画
ガチガセ見破り対決
「10人の男性の中にいる本物のおネエ」「8人の女性の中にいる本物の整形美人」など複数人いる人の中から該当する人を見極めていくもの。AKBチーム・ゲストチームの代表者が1人ずつ、指定された人が該当する（ガチ）か該当しない（ガセ）かを予想。不正解の場合は炭酸ガスが噴射された。
日本一VS日本二
「日本一と日本二は再び戦っても日本一が勝つのか?」という疑問を解消するため、その分野の大会で優勝した「日本一」とその日本一に惜しくも敗れた「日本二」がスタジオで改めて対決し、大会の結果通り日本一が勝つのかを検証するもの。パネラー陣はどちらが勝つかを予想した。
特に、ゆるキャラにおける「日本一」くまモン対「日本二」バリィさんの『ゆるキャラ相撲対決』は、胴体を突き出す「バリィアタック」を繰り出したバリィさんがくまモンを破る下克上を果たし、その強さと技のインパクトから企画が独立して、現在はバリィさんに各地のゆるキャラが挑戦する内容となっていた。
ガチガセレストラン
料理界の一流シェフと、AKBメンバーの中でも料理が得意な「AKB料理選抜」による料理見極め企画。それぞれのシェフが毎回課題となる1つの料理を作ってもらうもの。ただし、フレンチに肉じゃが、和食に餃子など、一流シェフには専門外、AKB側には得意料理になるよう調整されていた。
調理は実際にスタジオで行うが、調理工程は最初しか披露されず、以後はすりガラスの衝立を立てられた状態で調理した。
完成後はレギュラーとゲストが試食を行い、見た目と味だけでどちらが一流シェフが作ったガチ料理かを当てるもの。判定は食後に出るお茶が美味しい高級緑茶であれば正解、非常に酸っぱいお茶であれば不正解となった。

## ネット局
| 放送対象地域   | 放送局                               | 系列                           | 放送曜日・時間       |
| -------------- | ------------------------------------ | ------------------------------ | -------------------- |
| 関東広域圏     | 日本テレビ（NTV） 『ガチガセ』制作局 | 日本テレビ系列                 | 金曜日 19:00 - 19:56 |
| 北海道         | 札幌テレビ（STV）                    | 日本テレビ系列                 | 金曜日 19:00 - 19:56 |
| 青森県         | 青森放送（RAB）                      | 日本テレビ系列                 | 金曜日 19:00 - 19:56 |
| 岩手県         | テレビ岩手（TVI）                    | 日本テレビ系列                 | 金曜日 19:00 - 19:56 |
| 宮城県         | ミヤギテレビ（MMT）                  | 日本テレビ系列                 | 金曜日 19:00 - 19:56 |
| 秋田県         | 秋田放送（ABS）                      | 日本テレビ系列                 | 金曜日 19:00 - 19:56 |
| 山形県         | 山形放送（YBC）                      | 日本テレビ系列                 | 金曜日 19:00 - 19:56 |
| 福島県         | 福島中央テレビ（FCT）                | 日本テレビ系列                 | 金曜日 19:00 - 19:56 |
| 山梨県         | 山梨放送（YBS）                      | 日本テレビ系列                 | 金曜日 19:00 - 19:56 |
| 新潟県         | テレビ新潟（TeNY）                   | 日本テレビ系列                 | 金曜日 19:00 - 19:56 |
| 長野県         | テレビ信州（TSB）                    | 日本テレビ系列                 | 金曜日 19:00 - 19:56 |
| 静岡県         | 静岡第一テレビ（SDT）                | 日本テレビ系列                 | 金曜日 19:00 - 19:56 |
| 富山県         | 北日本放送（KNB）                    | 日本テレビ系列                 | 金曜日 19:00 - 19:56 |
| 石川県         | テレビ金沢（KTK）                    | 日本テレビ系列                 | 金曜日 19:00 - 19:56 |
| 福井県         | 福井放送（FBC）                      | 日本テレビ系列／テレビ朝日系列 | 金曜日 19:00 - 19:56 |
| 中京広域圏     | 中京テレビ（CTV）                    | 日本テレビ系列                 | 金曜日 19:00 - 19:56 |
| 近畿広域圏     | 読売テレビ（ytv）                    | 日本テレビ系列                 | 金曜日 19:00 - 19:56 |
| 鳥取県・島根県 | 日本海テレビ（NKT）                  | 日本テレビ系列                 | 金曜日 19:00 - 19:56 |
| 広島県         | 広島テレビ（HTV）                    | 日本テレビ系列                 | 金曜日 19:00 - 19:56 |
| 山口県         | 山口放送（KRY）                      | 日本テレビ系列                 | 金曜日 19:00 - 19:56 |
| 徳島県         | 四国放送（JRT）                      | 日本テレビ系列                 | 金曜日 19:00 - 19:56 |
| 香川県・岡山県 | 西日本放送（RNC）                    | 日本テレビ系列                 | 金曜日 19:00 - 19:56 |
| 愛媛県         | 南海放送（RNB）                      | 日本テレビ系列                 | 金曜日 19:00 - 19:56 |
| 高知県         | 高知放送（RKC）                      | 日本テレビ系列                 | 金曜日 19:00 - 19:56 |
| 福岡県         | 福岡放送（FBS）                      | 日本テレビ系列                 | 金曜日 19:00 - 19:56 |
| 長崎県         | 長崎国際テレビ（NIB）                | 日本テレビ系列                 | 金曜日 19:00 - 19:56 |
| 熊本県         | くまもと県民テレビ（KKT）            | 日本テレビ系列                 | 金曜日 19:00 - 19:56 |
| 鹿児島県       | 鹿児島読売テレビ（KYT）              | 日本テレビ系列                 | 金曜日 19:00 - 19:56 |

## スタッフ
- 企画協力：秋元康
- ナレーション：立木文彦
- 構成：そーたに、木南広明、すずきB、美濃部達宏、ヒロハラノブヒコ、矢野了平
- TM：古川誠一
- SW：村松明
- CAM：日向野崇、中村佳央
- MIX：小境健太郎
- AUD：五十嵐愛、中野裕介、吉田航、山田淳、太田純一
- VE：三山隆浩、牛山敏彦
- 照明：名取孝昌、下平好実、真壁弘
- モニター：大江房夫（ジャパンテレビ）
- 音響効果：高田智彰（BABY SOUND LUCK）
- 音効：鈴木信行
- 編集：山野井太郎（読売映像）、杉本啓二（読売映像）
- MA：山本宗太
- 美術プロデューサー：大川明子
- デザイン：道勧英樹、高橋太一
- 大道具：溝口博志
- 持道具：柳沢大介
- 電飾：政岡悠一郎
- 衣装：有馬裕太
- メイク：奥松かつら
- CG：キャニットG
- 技術協力：NiTRo
- 美術協力：日テレアート
- 企画協力：窪田康志（AKS）、佐野裕一（田辺音楽出版）
- 編成：渡瀬慶吾
- 広報：玉造昌和
- 営業：東井文太
- TK：田中彩
- 制作進行：森美紀子
- デスク：富重裕子
- FM：加藤健太
- AD：加藤昌之、内藤由夏、高橋沙里、山口絵梨香、土橋沙由里、成田知佐、山下奈々、入江将也、吉田真規、大友彩奈、沖浦雅俊、神田忠輔、内藤晃央、梅澤将、小松光太、齋藤麻都夏
- AP：吉川美由紀、朝倉康晴（えすと）、城美幸、山崎美恵
- ディレクター：五歩一勇治[注 3]、小田玲奈、小林淳一、中原芳／小田清仁、大石正道、花田康平、韮沢隆人、満冨洋隆、森屋聖司、藤山志歩、田中真之、常盤俊郎、宇野慎也、田澤実、岡田直也、東海林大介、南大輔、内藤晃央、高田直、曽我翔、大喜多高志、舟木商策
- 演出：徳永清孝、相田貴史
- プロデューサー：瀬戸口正克、柴田雅美、阿河朋子、橋本孔一
- ラインプロデューサー：毛利忍（2012年6月15日 - 以前はプロデューサー）
- チーフプロデューサー：面高直子
- 制作協力：AX-ON、えすと、ジーヤマ
- 製作著作：日本テレビ